# روتوندلا
روتوندلا (به ایتالیایی: Rotondella) یک کومونه در ایتالیا است که در استان ماترا واقع شده‌است. روتوندلا ۷۶ کیلومتر مربع مساحت و ۲٬۸۸۷ نفر جمعیت دارد و ۵۷۶ متر بالاتر از سطح دریا واقع شده‌است.